# Promozione Sardegna 1956-1957
La Promozione fu il massimo campionato regionale di calcio disputato in Sardegna nella stagione 1956-1957.
A ciascun girone, che garantiva al suo vincitore la promozione a condizione di soddisfare le condizioni economiche richieste dai regolamenti, partecipavano sedici squadre, ed era prevista la retrocessione solo della peggiore piazzata, a causa del previsto allargamento della sovrastante IV Serie. Nel caso particolare, tuttavia, non essendo stata in grado la Lega Regionale Sarda di raccogliere sufficienti iscrizioni, per garantire comunque la regolarità di questo torneo a dodici squadre titolari, fu comunque confermato l'istituto della retrocessione.
Questo è il campionato regionale della regione Sardegna organizzato dalla Lega Regionale Sarda.

## Classifica finale
|  | Pos. | Squadra          | Pt        | G   | V  | N  | P  | GF  | GS  | DR  |
|  | ---- | ---------------- | --------- | --- | -- | -- | -- | --- | --- | --- |
|  | 1.   | Olbia            | 31        | 20  | 13 | 5  | 2  | 58  | 18  | +40 |
|  | 2.   | Arbus            | 29        | 20  | 12 | 5  | 3  | 42  | 20  | +22 |
|  | 3.   | Pol. Ilvarsenal  | 27        | 20  | 9  | 9  | 2  | 33  | 26  | +7  |
|  | 4.   | Nuorese          | 26        | 20  | 10 | 6  | 4  | 30  | 16  | +14 |
|  | 5.   | Calangianus      | 22        | 20  | 8  | 6  | 6  | 29  | 19  | +10 |
|  | 6.   | Tharros          | 18        | 20  | 5  | 8  | 7  | 31  | 33  | -2  |
|  | 7.   | C.R.A.L. Marina  | 16        | 20  | 7  | 2  | 11 | 36  | 44  | -8  |
|  | 8.   | Arborea          | 15        | 20  | 5  | 5  | 10 | 23  | 38  | -15 |
|  | 9.   | Folgore          | 13        | 20  | 4  | 5  | 11 | 20  | 41  | -21 |
|  | 10.  | Berchidda        | 12        | 20  | 3  | 6  | 11 | 19  | 42  | -23 |
|  | 11.  | Ozierese         | 11        | 20  | 3  | 5  | 12 | 14  | 38  | -24 |
|  | 12.  | Agipgas Cagliari | Ritirato  |     |    |    |    |     |     |     |
|  | ---  | Cagliari B       | Non clas. |     |    |    |    |     |     |     |
|  | ---  | Carbosarda B     | Non clas. |     |    |    |    |     |     |     |
|  |      |                  | 220       | 220 | 79 | 62 | 79 | 335 | 335 | 0   |

Verdetti
- Olbia promossa in Interregionale Seconda Categoria 1957-1958.
- Agipgas ritirato, retrocesso e fallito.
- Le squadre riserve partecipano a puro titolo di allenamento non potendo partecipare al campionato riserve nazionale.